# Sinbaungwe
Sinbaungwe är en kommun i Myanmar.   Den ligger i regionen Magwayregionen, i den centrala delen av landet, 80 km väster om huvudstaden Naypyidaw. Antalet invånare är 124 771.